# 八瘤艾蛛
八瘤艾蛛（学名：Cyclosa octotubercalata）为园蛛科艾蛛属的动物。分布于日本、朝鲜、台湾岛以及中国大陆的辽宁、吉林、甘肃、陕西、山东、河南、江苏、安徽、上海、浙江、湖南、江西、湖北、福建、广东、广西、四川、贵州、云南等地，多见于山区灌木丛及农田山林结圆网。该物种的模式产地在日本。